# Groupement des industries françaises aéronautiques et spatiales
El Groupement des industries françaises aéronautiques et spatiales (abreujat GIFAS) és l'associació francesa d'indústries aeroespacials. Va ser creada el 1908. Té més de 260 membres.
El primer nom de l'associació va ser l'Association des Industries de la Locomotion Aérienne. Va adquirir el seu nom actual el 1975.
L'actual president de GIGAS és Éric Trappier, CEO Dassault Aviation.

## Organització
Alguns membres són:
- Airbus
- Astrium
- Dassault Aviation
- Airbus Group
- Airbus Helicopters
- Goodrich Corporation
- Groupe Latécoère
- MBDA
- Ratier
- Safran
- Snecma
- Socata
- Thales Group
- Zodiac Aerospace